# Impero ottomano nella prima guerra mondiale
L'Impero ottomano entrò nella prima guerra mondiale come uno degli Imperi centrali effettuando un attacco a sorpresa sulla costa russa del Mar Nero il 29 ottobre 1914. La Russia dichiarò guerra il 5 novembre 1914. Le forze ottomane combatterono nei Balcani e nel teatro mediorientale della prima guerra mondiale. La sconfitta dell'Impero ottomano in guerra nel 1918 fu determinante per la successiva dissoluzione dell'impero stesso.

## Entrata nella guerra mondiale
L'ingresso ottomano nella prima guerra mondiale fu causato da due navi della propria marina da poco tempo acquistate, ancora presidiate dagli equipaggi tedeschi e comandate dal loro ammiraglio tedesco, che effettuarono un raid nel Mar Nero il 29 ottobre 1914. Ci furono vari fattori che influenzarono e incoraggiarono il governo ottomano a entrare in guerra, ma le ragioni politiche dell'entrata in guerra sono controverse, poiché l'impero era uno Stato agricolo in un'epoca di guerra industriale e le risorse economiche imperiali erano inoltre esaurite dai costi delle guerre balcaniche del 1912 e 1913. Le ragioni dell'azione ottomana non furono quindi immediatamente chiare.

## Esercito
L'ingresso ottomano nella prima guerra mondiale iniziò il 29 ottobre 1914 quando fu effettuato un raid nel Mar Nero contro i porti russi. Dopo l'attacco, la Russia e i suoi alleati (Gran Bretagna e Francia) dichiararono guerra agli ottomani nel novembre 1914. L'Impero ottomano avviò l'azione militare dopo tre mesi di neutralità formale, anche se aveva sottoscritto un'alleanza segreta con le potenze centrali nell'agosto 1914.
La grande massa continentale dell'Anatolia si frapponeva tra il quartier generale dell'esercito ottomano a Istanbul e molti dei teatri di guerra. Durante il regno di Abdul Hamid II le comunicazioni civili erano migliorate, ma la rete stradale e ferroviaria non era pronta per la guerra. Ci voleva più di un mese per raggiungere la Siria e quasi due mesi per raggiungere l'Iraq. Per raggiungere il confine con la Russia, la ferrovia correva solo per 60 km a est di Ankara, e da lì, vi erano 35 giorni per Erzurum. L'esercito utilizzò il porto di Trebisonda come scorciatoia logistica verso oriente. Ci voleva meno tempo per arrivare a uno di quei fronti da Londra che dal Ministero della guerra ottomano, a causa delle cattive condizioni delle navi di rifornimento ottomane.
L'impero sprofondò nel caos con la dichiarazione di guerra accanto alla Germania. L'11 novembre a Costantinopoli fu scoperta una cospirazione contro i tedeschi, e alcuni capi del partito del Comitato Unione e Progresso (CUP) furono fucilati. Da ciò seguì la rivolta del 12 novembre ad Adrianopoli contro la missione militare tedesca. Il 13 novembre una bomba esplose nel palazzo di Enver Pasha, uccidendo cinque ufficiali tedeschi. Il 18 novembre ci furono altri complotti antitedeschi e si formarono comitati in tutto il Paese per liberarlo da coloro che si schieravano con la Germania. Gli ufficiali dell'esercito e della marina protestarono contro l'assunzione dell'autorità da parte dei tedeschi. Il 4 dicembre si verificarono disordini diffusi in tutto il Paese. Il 13 dicembre, una manifestazione contro la guerra venne guidata da donne a Konak (Smirne) ed Erzurum. Per tutto il mese di dicembre, il CUP affrontò l'ammutinamento tra i soldati nelle caserme e tra gli equipaggi della marina. Il capo della missione militare tedesca, il feldmaresciallo von der Goltz, sopravvisse a una cospirazione contro la sua vita.
Il potere militare rimase saldamente nelle mani del ministro della guerra Enver Pasha, mentre le questioni interne (questioni civili) erano sotto il ministro dell'Interno Talat Pascià e, cosa rilevante, Cemal Pascià ebbe il controllo esclusivo sulla Siria ottomana. Enver, Talat e Cemal costituirono di fatto un triumvirato che detenne il potere esecutivo supremo nell'impero fino alla fine del conflitto: vengono indicati come Tre pascià.
I governatori provinciali gestivano le loro regioni con diversi gradi di autonomia. Un caso interessante fu Smirne; Rahmi Bey si comportava quasi come se la sua regione fosse una zona neutrale tra gli Stati in guerra.

### Guerra con la Russia

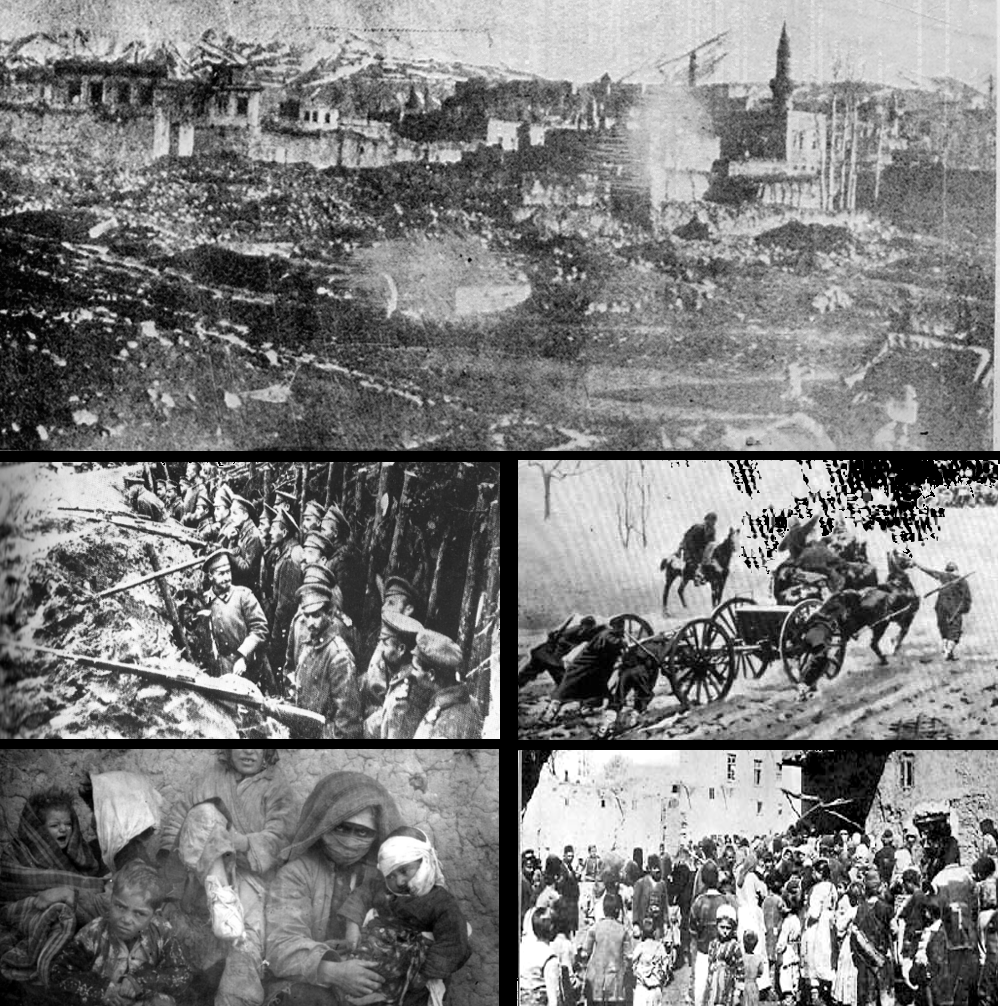
In alto: distruzione nella città di Erzurum; In alto a sinistra: forze russe; In basso a sinistra: rifugiati musulmani feriti; In alto a destra: forze ottomane; In basso a destra: rifugiati armeni.

L'ingresso ottomano in guerra aumentò notevolmente gli oneri militari della Triplice intesa. La Russia dovette combattere da sola nella campagna del Caucaso, e insieme al Regno Unito nella campagna di Persia. Ismail Enver Pasha partì per la Battaglia di Sarıkamış con l'intenzione di riconquistare Batumi e Kars, invadere la Georgia e occupare la Persia nord-occidentale e i giacimenti petroliferi. Nei combattimenti coi russi nel Caucaso, tuttavia, gli ottomani persero terreno e oltre 100.000 soldati in una serie di battaglie. 60.000 soldati ottomani morirono nell'inverno 1916-1917 nella sezione del fronte Mus-Bitlis. Gli ottomani preferirono mantenere militarmente il silenzio del Caucaso poiché dovevano raggruppare le riserve per riprendere Baghdad e la Palestina dagli inglesi.
Il 1917 e la prima metà del 1918 furono i tempi dei negoziati. Il 5 dicembre 1917 fu firmato l'armistizio di Erzincan, che pose fine ai conflitti armati tra Russia e Impero ottomano. Il 3 marzo il Gran Visir Talat Pasha firmò il Trattato di Brest-Litovsk con la RSFS Russa. Esso stabiliva la cessione bolscevica di Batumi, Kars e Ardahan. Oltre a queste disposizioni, venne inserita una clausola segreta che obbligava i russi a smobilitare le forze nazionali armene.
Dal 14 marzo all'aprile 1918 si tenne la conferenza di pace di Trebisonda tra l'Impero ottomano e la delegazione del Sejm transcaucasico. Enver Pascià si offrì di rinunciare a tutte le ambizioni nel Caucaso in cambio del riconoscimento della riacquisizione ottomana delle province dell'Anatolia orientale sottoscritta a Brest-Litovsk. Il 5 aprile il capo della delegazione transcaucasica Akaki Chkhenkeli accettò il trattato di Brest-Litovsk come base per ulteriori negoziati e telegrafò gli organi di governo esortandoli ad accettare questa posizione. L'atmosfera prevalente a Tiflis (Tbilisi) era molto diversa: Tiflis riconosceva l'esistenza di uno stato di guerra tra Transcaucasia e Impero ottomano.
Nell'aprile 1918 la terza armata ottomana iniziò l'offensiva finale in Armenia. L'opposizione delle forze armene portò alle battaglie di Sardarapat, di Kara Killisse e di Bash Abaran. Il 28 maggio 1918, il Consiglio nazionale armeno con sede a Tiflis dichiarò la Prima Repubblica di Armenia. La nuova Repubblica d'Armenia fu costretta a firmare il trattato di Batumi.

Nel luglio 1918, gli ottomani affrontarono la Dittatura Centrocaspiana nella battaglia di Baku, con l'obiettivo di catturare Baku sotto occupazione armena-russa-britannica sul Mar Caspio.

### Guerra con la Gran Bretagna

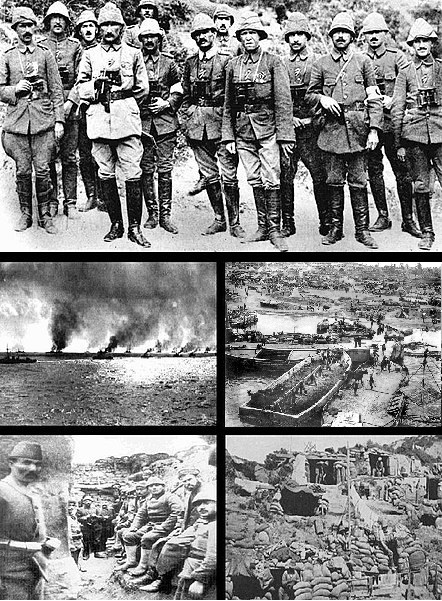
Febbraio-aprile 1915, La battaglia di Gallipoli.

Gli inglesi conquistarono Bassora nel novembre 1914 e marciarono verso nord, nell'Iraq. Inizialmente ad Ahmed Cemal Pascià fu ordinato di radunare un esercito in Palestina per minacciare il Canale di Suez. In risposta, gli Alleati, inclusi i neo formati Corpi dell'Esercito Australiano e Neozelandese (ANZAC), aprirono un altro fronte con la battaglia di Gallipoli. La Quarta armata, guidata da Cemal Pascià per espellere gli inglesi dall'Egitto, fu bloccata al canale di Suez nel febbraio 1915, e nuovamente nell'estate successiva. Il canale era vitale per lo sforzo bellico britannico. Inoltre, nella regione della Palestina si verificò un'invasione di locuste.
L'attesa e temuta invasione britannica non giunse attraverso la Cilicia o la Siria settentrionale, ma attraverso gli Stretti. L'obiettivo della campagna dei Dardanelli era sostenere la Russia. La maggior parte degli osservatori militari riconobbe che il soldato ottomano era perso senza una buona guida. La guerra era qualcosa di un'epoca diversa, poiché l'Impero ottomano agrario affrontava due forze industrializzate.
Il Regno Unito era obbligato a difendere l'India e il territorio petrolifero persiano meridionale intraprendendo la campagna mesopotamica. La Gran Bretagna doveva anche proteggere l'Egitto nella campagna Sinai-Palestina-Siria. Queste campagne misero a dura prova le risorse alleate e risollevarono la Germania.
Il blocco delle forze britanniche in Palestina nella primavera del 1917 fu seguito dalla perdita di Gerusalemme nel dicembre dello stesso anno. Le autorità ottomane deportarono l'intera popolazione civile di Giaffa e Tel Aviv seguendo gli ordini di Ahmed Cemal Pascià il 6 aprile 1917, anche se agli sfollati musulmani venne permesso di tornare presto. Nello stesso periodo era in corso la negoziazione della Dichiarazione Balfour (pubblicata il 2 novembre 1917) in cui il governo britannico dichiarava il proprio sostegno alla creazione di una "casa nazionale ebraica" in Palestina. Cemal Pascià separò efficacemente questi gruppi. Gli sfollati ebrei fecero ritorno dopo la conquista britannica della Palestina.
Gli ottomani furono infine sconfitti a causa degli attacchi chiave del generale britannico Edmund Allenby.

### Impero sul fronte interno
La guerra mise a dura prova i rapporti dell'impero con la sua popolazione araba. Nel febbraio 1915, Cemal Pasha esercitò in Siria il potere assoluto negli affari militari e civili. Cemal Pasha era convinto che una rivolta tra gli arabi locali fosse imminente. I capi principali arabi furono giustiziati e le famiglie importanti deportate in Anatolia. Le politiche di Cemal non fecero nulla per alleviare la carestia che stava attanagliando la Siria; ciò fu aggravato da un blocco britannico e francese dei porti costieri, dalla requisizione dei trasporti, dai profitti e, sorprendentemente, dalla preferenza di Cemal di spendere i pochi fondi disponibili in opere pubbliche e nel restauro di monumenti storici.
Durante la guerra, la Gran Bretagna fu tra i principali promotori del nazionalismo arabo, principalmente come arma da usare contro il potere dell'impero. Lo sceriffo Al-Husayn ibn Ali si ribellò contro il dominio ottomano durante la rivolta araba del 1916. In agosto fu sostituito da Sharif Haydar, ma in ottobre si autoproclamò re d'Arabia e in dicembre fu riconosciuto dagli inglesi come sovrano indipendente. Rimaneva poco che l'impero potesse fare per influenzare il corso degli eventi, tranne il tentativo di impedire la diffusione delle notizie della rivolta per impedire di demoralizzare l'esercito o di agire come propaganda per le fazioni arabe anti-ottomane.
Il 3 ottobre 1918 le forze della rivolta araba entrarono a Damasco accompagnate dalle truppe britanniche, ponendo fine a 400 anni di dominio ottomano sulla Siria.

### Guerra nell'Europa orientale
Per supportare le altre potenze centrali, Enver Pasha inviò 3 corpi dell'armata o circa 100.000 uomini a combattere nell'Europa orientale.
- Il VI Corpo d'armata sotto il comando di Mustafa Hilmi Pasha partecipò alla campagna di Romania tra settembre 1916 e aprile 1918.
- Il XV corpo d'armata sotto il comando di Yakup Şevki Subaşı e successivamente Cevat Pasha combatterono in Galizia contro i russi tra l'agosto 1916 e l'agosto 1917.
- Il XX Corpo al comando di Abdul Kerim Pasha partecipò alla campagna di Salonicco tra il dicembre 1916 e il maggio 1917.
  - Il distaccamento di campo di Rumeli (177 ° reggimento di fanteria rinforzato) rimase in Macedonia fino a maggio 1918.

## Economia

### 1915
Il 10 settembre 1915, il ministro dell'Interno Talat Pasha abolì le "Capitolazioni", il che pose fine ai privilegi speciali concessi ai cittadini stranieri. I titolari delle capitolazione rifiutarono di riconoscere la sua azione.
Oltre alle capitolazioni, c'era un'altra questione evolutasi alla loro ombra. Il debito e il controllo finanziario (generazione di entrate) dell'impero erano intrecciati sotto un'unica istituzione, il cui consiglio era costituito dalle Grandi potenze piuttosto che dagli ottomani. Non vi era sovranità in questo disegno. Il debito pubblico poteva e interferiva negli affari di stato perché controllava (raccoglieva) un quarto delle entrate statali. Il debito era gestito dall'Amministrazione del Debito pubblico ottomano, il cui potere si estendeva alla Banca Ottomana (che agiva da banca centrale dell'impero). L'amministrazione del debito controllava molte delle entrate importanti dell'impero. Il consiglio aveva potere su tutti gli affari finanziari. Il suo controllo si estese fino a determinare la tassa sul bestiame nei distretti. Il debito pubblico ottomano faceva parte di un più ampio schema di controllo politico, attraverso il quale gli interessi commerciali del mondo avevano cercato di ottenere vantaggi che potevano non essere nell'interesse dell'Impero. Lo scopo immediato dell'abolizione delle capitolazioni e della cancellazione dei rimborsi del debito estero era quello di ridurre la stretta straniera sull'economia ottomana; un secondo scopo, e uno a cui era attribuito un grande peso politico - era quello di estirpare i non musulmani dall'economia trasferendo beni ai turchi musulmani e incoraggiando la loro partecipazione con contratti e sussidi governativi.

## Relazioni estere
L'alleanza ottomano-tedesca era un'alleanza ratificata il 2 agosto 1914, poco dopo lo scoppio della prima guerra. L'alleanza fu creata come parte di uno sforzo congiunto di cooperazione che avrebbe rafforzato e modernizzato l'esercito ottomano in declino, oltre a fornire un passaggio sicuro della Germania nelle vicine colonie britanniche.

### 1915
L'accordo di Costantinopoli del 18 marzo 1915 era un insieme di assicurazioni segrete, in cui la Gran Bretagna aveva promesso di concedere la capitale e i Dardanelli ai russi in caso di vittoria. La città di Costantinopoli doveva essere un porto franco.

### 1916
L'accordo franco-armeno del 27 ottobre 1916 fu registrato al ministro degli interni, Talat Pasha, il quale venne negoziato con la guida di Boghos Nubar, presidente dell'Assemblea nazionale armena e uno dei fondatori dell'AGBU (Unione Benevolente Generale Armena).

### 1917
Nel 1917 il gabinetto ottomano considerò il mantenimento delle relazioni con Washington dopo che gli Stati Uniti avevano dichiarato guerra alla Germania il 6 aprile. Tuttavia le opinioni del partito di guerra prevalsero e spinsero per mantenere un fronte comune con i loro alleati. Così, le relazioni con l'America furono interrotte il 20 aprile 1917.

### RFRS russa
La rivoluzione russa del 1917 cambiò la realtà. La guerra devastò non solo i soldati russi, ma anche l'economia russa, che alla fine del 1915 stava crollando sotto la crescente tensione della domanda in tempo di guerra. I progressi del regime zarista per la sicurezza ai suoi confini meridionali si rivelarono rovinosi. Il desiderio del regime zarista di controllare l'Anatolia orientale e lo Stretto (percepito come un ventre debole), alla fine, creò le condizioni che portarono alla caduta della Russia. L'impossibilità di utilizzare lo Stretto interruppe la catena di approvvigionamento russa. La Russia avrebbe potuto sopravvivere anche senza lo Stretto, ma la tensione fu il punto di svolta per la sua economia di guerra. Questa domanda fu lasciata agli storici sovietici: "se una politica meno aggressiva nei confronti dell'Impero ottomano prima della guerra avrebbe indotto Istanbul a mantenere la neutralità o se la Russia in seguito avrebbe potuto indurre Istanbul a lasciare la guerra, il risultato del futuro dei zar a sarebbe stato diverso. La gestione inetta di Nicola del suo paese e la guerra distrussero lo zar e finirono per costargli sia il suo regno che la sua vita.
Enver incaricò immediatamente il Vehib Pascià, Terza Armata, di proporre un cessate il fuoco all'esercito russo del Caucaso. Vehib ammonì il ritiro delle forze, a causa della politica in Russia: né l'esercito russo del Caucaso né le autorità civili caucasiche avrebbero dato la garanzia che si sarebbe sostenuto un armistizio. Il 7 novembre 1917 il partito bolscevico guidato da Vladimir Lenin rovesciò il governo provvisorio con un violento colpo di Stato che fece precipitare la Russia in una moltitudine di guerre civili tra diversi gruppi etnici. La lenta dissoluzione dell'esercito russo del Caucaso alleviò una forma di minaccia militare dall'est, ma ne portò un'altra. La Russia era stata una minaccia da diverso tempo, ma aveva anche tenuto a bada i disordini civili nelle sue terre senza diffondersi agli ottomani in modo violento. Il 3 dicembre il ministro degli esteri ottomano Ahmed Nesimi Bey informò la "Camera dei deputati" sulle prospettive. La Camera discusse i possibili risultati e le priorità. Il 15 dicembre viene firmato l'armistizio tra la Russia e le potenze centrali. Il 18 dicembre venne firmato l'armistizio di Erzincan. La formula di pace antimperialista dei bolscevichi senza annessioni e senza indennità era vicina alla posizione ottomana. La posizione dei bolscevichi portò a un conflitto con l'obiettivo della Germania di mantenere il controllo sulle terre dell'Europa orientale che occupava e con le rivendicazioni della Bulgaria sulla Dobrugia e su parti della Serbia. A dicembre Enver informò la Quadruplice alleanza che avrebbe voluto vedere il confine del 1877 (risalente alla guerra russo-turca del 1877-1878), sottolineando che solo le terre ottomane e il confine del 1877, erano territori ottomani abitati da musulmani. Gli ottomani non spinsero troppo la posizione del 1877, temendo di ripiegare su accordi bilaterali. D'altra parte, la Germania, l'Austria-Ungheria e la Bulgaria erano chiaramente ferme nel ritiro delle forze ottomane e russe dall'Iran. Gli ottomani volevano che l'Iran musulmano fosse sotto il proprio controllo. L'ambasciatore a Berlino, Ibrahim Hakki Pasha, scrisse: "Sebbene la Russia possa essere uno stato indebolito oggi, è sempre un nemico terribile ed è probabile che in breve tempo recupererà la sua precedente potenza.
Il 22 dicembre 1917, il primo incontro tra ottomani e bolscevichi, con il capo temporaneo Zeki Pasha, fino all'arrivo di Talat Pasha, richiese a Lev Kamenev di porre fine alle atrocità commesse sul territorio russo occupato dai partigiani armeni. Kamenev accettò e aggiunse "dovrebbe essere istituita una commissione internazionale per sorvegliare il ritorno dei rifugiati (di proprio consenso) e dei deportati (mediante trasferimento forzato) nell'Anatolia orientale. La battaglia di ideali, retorica e materiale per il destino dell'Anatolia orientale si è aperta con questo dialogo.
Il ministro degli Esteri Halil Bey annunciò il raggiungimento della pace alla Camera dei Deputati. Applaudì ulteriormente i deputati con la sua previsione dell'imminente firma di un terzo trattato di pace (il primo Ucraina, il secondo Russia e con la Romania). Halil Bey pensava che l'Intesa cessasse le ostilità e mettesse fine rapidamente alla guerra. La creazione di un'Ucraina indipendente prometteva di paralizzare la Russia e il recupero di Kars, Ardahan e Batumi diede al CUP un premio tangibile. Il nazionalismo emerse al centro della lotta diplomatica tra le potenze centrali e bolsceviche. L'Impero riconosceva che i musulmani russi, i loro correligionari, erano disorganizzati e dispersi non potevano diventare un'entità organizzata nelle future battaglie di ideali, retorica e materiale. Così, gli ottomani mobilitarono il Comitato del Caucaso per avanzare pretese a nome dei musulmani. Il Comitato del Caucaso aveva rifiutato le sincere richieste ottomane di rompere con la Russia e abbracciare l'indipendenza. I cristiani caucasici erano molto più avanti in questo nuovo concetto di mondo. Aiutare i musulmani caucasici a essere liberi, come i loro vicini, sarebbe stata la sfida degli ottomani.

### 1918
Nello sforzo bellico complessivo, il CUP era convinto che il contributo dell'impero fosse essenziale. Gli eserciti ottomani avevano bloccato un gran numero di truppe alleate su vari fronti, tenendole lontane dai teatri in Europa dove sarebbero state usate contro le forze tedesche e austriache. Inoltre, affermarono che il loro successo a Gallipoli era stato un fattore importante nel determinare il crollo della Russia, con la conseguente rivoluzione dell'aprile 1917. Avevano trasformato la guerra in favore della Germania e dei suoi alleati. Le speranze inizialmente erano alte per gli ottomani che le loro perdite in Medio Oriente potessero essere compensate dai successi nella campagna del Caucaso. Enver Pasha mantenne una posizione ottimista, nascose informazioni che rendevano debole la posizione ottomana e lasciò credere alla maggior parte dell'élite ottomana che la guerra fosse ancora vincibile.

### Caucaso (Armenia - Azerbaigian - Georgia)
La politica ottomana verso il Caucaso si evolse in base alle mutevoli esigenze dell'ambiente diplomatico e geopolitico. Qual era la premessa ottomana nel coinvolgimento con l'Azerbaigian e il Caucaso settentrionale? Il principio di "autodeterminazione" divenne il criterio, o almeno in parte, per dare loro la possibilità di reggersi in piedi. In questa regione i bolscevichi non consideravano il separatismo nazionale come una forza duratura. La loro aspettativa era che l'intera regione rientrasse in una "unione volontaria e onesta" e che questa unione non avesse alcuna somiglianza con la famosa descrizione di Lenin della Russia come una "prigione dei popoli". L'arrivo di Lenin in Russia fu formalmente accolto da Nikolaj Čcheidze, il presidente menscevico del Soviet di Pietrogrado.
Gli ottomani non vedevano alcuna possibilità per questi nuovi stati di opporsi alla nuova Russia. Questi nuovi stati musulmani avevano bisogno di sostegno per emergere come stati indipendenti vitali. Per consolidare una zona cuscinetto con la Russia (sia per l'Impero che per questi nuovi stati), tuttavia, gli ottomani avevano bisogno di espellere i bolscevichi dall'Azerbaigian e dal Caucaso settentrionale prima della fine della guerra. Sulla base dei negoziati del 1917, Enver concluse che l'Impero non doveva aspettarsi molta assistenza militare dai musulmani del Caucaso poiché erano loro quelli bisognosi. Enver conosceva anche l'importanza della ferrovia Kars-Julfa e delle aree adiacenti per questo supporto. L'obiettivo fu fissato a partire dal 1918 fino alla fine della guerra.
L'Impero riconobbe debitamente la Repubblica Federativa Democratica Transcaucasica nel febbraio 1918. Questa preferenza a rimanere parte della Russia portò la politica caucasica alla Conferenza di pace di Trebisonda a basare la propria diplomazia sull'affermazione incoerente che facevano parte integrante della Russia ma non erano ancora vincolati. I rappresentanti erano Rauf Bey per l'Impero e Akaki Chkhenkeli della delegazione transcaucasica.
L'11 maggio si aprì a Batumi una nuova conferenza di pace. Il Trattato di Batumi fu firmato il 4 giugno 1918, a Batumi tra l'Impero Ottomano e tre Stati del transcaucasici: la Prima Repubblica di Armenia, la Repubblica Democratica dell'Azerbaigian e la Repubblica Democratica di Georgia.
L'obiettivo era quello di assistere la Repubblica Democratica dell'Azerbaigian nella battaglia di Baku, poi volgersi a nord per aiutare la Repubblica delle Montagne del Caucaso settentrionale e poi spazzare a sud per circondare gli inglesi in Mesopotamia e riprendere Baghdad. Gli inglesi in Mesopotamia si stavano già muovendo verso nord, con quaranta furgoni (con carichi di oro e argento per l'acquisto di mercenari) accompagnati solo da una brigata, per stabilire un punto d'appoggio. A quel tempo Baku era sotto il controllo dei 26 Commissari di Baku, membri bolscevichi e socialisti rivoluzionari di sinistra (SR) della Comune sovietica di Baku. In questo piano si aspettavano la resistenza della Russia bolscevica e della Gran Bretagna, ma anche della Germania, che si opponeva all'estensione della loro influenza nel Caucaso. L'obiettivo ottomano di schierarsi con i musulmani dell'Azerbaigian e dell'MRNC riuscì in questo breve momento della storia a portare i bolscevichi di Russia, Gran Bretagna e Germania dalla stessa parte del conflitto.

#### Armistizio
Gli sviluppi nell'Europa sudorientale schiacciarono le speranze del governo ottomano. Nel settembre 1918, le forze alleate al comando di Louis Franchet d'Espèrey organizzarono un'improvvisa offensiva sul fronte macedone, che si rivelò un discreto successo. La Bulgaria fu costretta a cercare per la pace nell'armistizio di Salonicco. Questo sviluppo minò simultaneamente sia la causa tedesca che quella ottomana: i tedeschi non ebbero truppe da risparmiare per difendere l'Austria-Ungheria dalla vulnerabilità appena formata nell'Europa sud-orientale dopo le perdite subite in Francia, e gli ottomani dovettero improvvisamente difendere Istanbul contro un assedio europeo via terra senza l'aiuto dei bulgari.
Il Gran Visir Talaat Pasha visitò sia Berlino che Sofia, nel settembre 1918, e se ne andò con la consapevolezza che la guerra non era più vincibile. Con la Germania che probabilmente cercava una pace separata, anche gli ottomani sarebbero stati costretti a farlo. Il Gran visir Talaat convinse gli altri membri del partito al governo a dimettersi, poiché gli Alleati avrebbero imposto termini molto più duri se avessero pensato che le persone che iniziarono la guerra fossero ancora al potere. Cercò anche gli Stati Uniti per vedere se poteva arrendersi a loro e ottenere i benefici dei Quattordici punti nonostante l'Impero ottomano e gli Stati Uniti non fossero in guerra; tuttavia, gli americani non risposero mai, poiché aspettavano il consiglio britannico (mai arrivato) su come rispondere. Il 13 ottobre, Talaat e il resto del suo ministero si dimisero. Ahmed Izzet Pasha sostituì Talaat come Gran Visir.
Due giorni dopo il suo insediamento, Ahmed Izzet Pasha inviò il generale britannico Charles Vere Ferrers Townshend catturato agli Alleati per chiedere termini per un armistizio. Il governo britannico era ansioso di negoziare un accordo interpretò che non solo la Gran Bretagna avrebbe dovuto condurre i negoziati, ma l'avrebbe fatti da sola. Poteva esserci il desiderio di tagliare i francesi fuori dal "bottino" territoriale promesso loro nell'accordo Sykes-Picot. Anche Talaat (prima di dimettersi) inviò un emissario ai francesi, ma quest'ultimo fu più lento a rispondere. Il gabinetto britannico autorizzò l'ammiraglio Calthorpe a condurre i negoziati e ad escludere esplicitamente i francesi da essi. I negoziati iniziarono domenica 27 ottobre sul HMS Agamennone, una corazzata britannica. Gli inglesi rifiutarono di ammettere il vice-ammiraglio francese Jean Amet, l'ufficiale di marina francese più anziano nella zona, nonostante il suo desiderio di unirsi; la delegazione ottomana, fu guidata dal ministro degli Affari marittimi Rauf Bey.
Gli ottomani, da parte loro, credevano che la guerra fosse persa e avrebbero accettato quasi tutte le richieste loro poste. Di conseguenza, la bozza iniziale preparata dagli inglesi venne accettata in gran parte invariata; gli ottomani non sapevano che avrebbero potuto respingere la maggior parte delle clausole, e gli inglesi non sapevano che avrebbero potuto chiedere ancora di più. Gli ottomani cedettero i diritti agli alleati di occupare "in caso di disordine" qualsiasi territorio ottomano, una clausola vaga e ampia. I francesi erano scontenti del precedente; Il premier francese Clemenceau non amava che gli inglesi prendessero decisioni unilaterali in una questione così importante. Lloyd George replicò che i francesi avevano concluso un armistizio simile con breve preavviso nell'armistizio di Salonicco che era stato negoziato dal generale francese d'Esperey, e che la Gran Bretagna (e la Russia zarista) aveva impegnato la stragrande maggioranza delle truppe nella campagna contro gli ottomani. I francesi accettarono di chiudere la questione.

## Politica
ll 30 ottobre 1918 fu firmato l'armistizio di Mudros, ponendo fine al coinvolgimento ottomano nella prima guerra mondiale. L'opinione pubblica ottomana, tuttavia, ricevette impressioni fuorvianti positive sulla severità dei termini dell'armistizio. Pensavano che i suoi termini fossero considerevolmente più indulgenti di quanto non fossero in realtà. Ciò rappresentò in seguito una fonte di malcontento per il fatto che gli Alleati avevano tradito i termini offerti.

## Bilancio

### Umano
L'Impero ottomano mobilitò un totale di 2,6 milioni di uomini. Perse 325.000 uomini e 400.000 rimasero feriti. 202.000 uomini furono fatti prigionieri, principalmente dagli inglesi e dai russi, e un milione disertò, lasciando solo 323.000 uomini sotto le armi al momento dell'armistizio. Il suo ruolo nella guerra mondiale è tutt'altro che trascurabile. L'Impero britannico impegnò nel conflitto 2.550.000 uomini sui vari fronti ottomani, ovvero il 32% della sua forza totale; l'Impero russo, fino a 7.020.000 uomini nel settembre 1916, ovvero il 19% delle sue forze; Francia, 50.000 uomini, principalmente ai Dardanelli, e Italia, 70.000 uomini in Libia contro una ribellione filo-ottomana. In totale, entrambe le parti, ottomani e alleati, persero 1.400.000 uomini. Senza l'entrata ottomana in guerra, è probabile che la vittoria degli Alleati sarebbe stata più rapida. Inoltre, è anche probabile che senza la partecipazione ottomana non si sarebbero verificate né la rivoluzione russa né l'ingresso degli Stati Uniti nella prima guerra mondiale.

### Finanziarie
Anche le perdite finanziarie furono enormi con una spesa di 398,5 milioni di lire ottomane, l'equivalente di 9,09 miliardi di franchi oro dell'epoca: l'Impero era praticamente in bancarotta nel 1918.

## Genocidio
Durante la prima guerra mondiale l'Impero ottomano si impegnò in un genocidio contro le etnie locali nel suo territorio. Il genocidio armeno, noto anche come Olocausto armeno, fu lo sterminio sistematico da parte del governo ottomano di 1,5 milioni di armeni cristiani, per lo più cittadini ottomani all'interno dell'Impero ottomano e del suo stato successore, la Repubblica di Turchia. La data di inizio è convenzionalmente considerata il 24 aprile 1915, il giorno in cui le autorità ottomane radunarono, arrestarono e deportarono da 235 a 270 intellettuali armeni e leader della comunità da Costantinopoli ad Ankara, la maggior parte dei quali alla fine furono uccisi. Il genocidio fu compiuto durante e dopo la prima guerra mondiale e attuato in due fasi: l'uccisione della popolazione maschile normodotata attraverso il massacro e la sottomissione dei coscritti dell'esercito al lavoro forzato, seguita dalla deportazione di donne, bambini, anziani, e gli infermi durante le marce della morte che conducevano al deserto siriano. Spinti in avanti da scorte militari, i deportati furono privati di cibo e acqua e sottoposti a periodiche rapine, stupri e massacri. Altri gruppi etnici indigeni e cristiani come gli assiri e i greci ottomani furono allo stesso modo presi di mira per lo sterminio dal governo ottomano nel genocidio assiro e nel genocidio greco, e il loro trattamento è considerato da alcuni storici come parte della stessa politica genocida. La maggior parte delle comunità della diaspora armena in tutto il mondo è nata come risultato diretto del genocidio.
Raphael Lemkin fu esplicitamente mosso dall'annientamento armeno a definire stermini sistematici e premeditati entro parametri legali e a coniare la parola genocidio nel 1943. Si è riconosciuto che il genocidio armeno è stato uno dei primi genocidi moderni, perché gli studiosi sottolineano il modo organizzato in cui furono eseguiti gli omicidi per eliminare gli armeni. Esso rappresenta il secondo caso di genocidio più studiato dopo l'Olocausto.
La Turchia, lo stato successore dell'Impero ottomano, nega la parola genocidio come termine preciso per le uccisioni di massa di armeni iniziate sotto il dominio ottomano nel 1915. Negli ultimi anni ha dovuto affrontare ripetuti appelli a riconoscerli come genocidi.